# Nhà thờ San Giorgio Maggiore

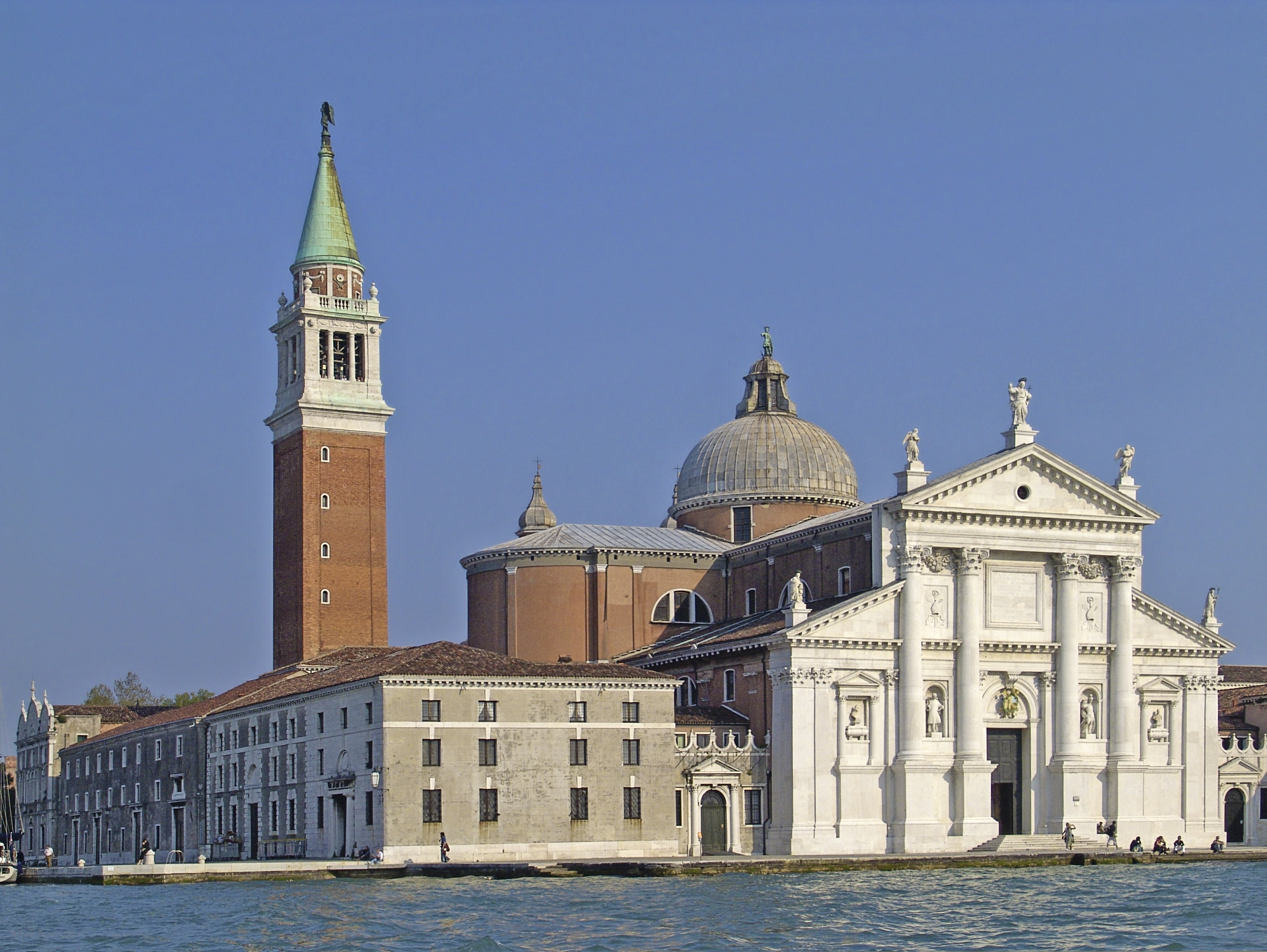
Nhà thờ San Giorgio Maggiore

Nhà thờ San Giorgio Maggiore là một nhà thờ Benedictine thế kỷ 16 trên đảo cùng tên ở Venezia, miền bắc Italy, Andrea Palladio thiết kế và công tác xây dựng được triển khai giai đoạn giữa 1566 và 1610. Nhà thờ là một vương cung thánh đường theo phong cách Phục hưng cổ điển với cẩm thạch trắng soi bóng trên làn nước trong xanh của đầm phá đối diện Piazzetta và các hình thức tiêu điểm của quan điểm từ mỗi một phần của các Riva degli Schiavoni.
Nhà thờ đầu tiên trên đảo được xây dựng khoảng 790 và 982 hòn đảo đã được chuyển cho hội Bendictine bởi Tribuno Memmo Doge. Các Benedictines thành lập một tu viện ở đó, nhưng trong năm 1223 tất cả các tòa nhà trên đảo đã bị phá hủy bởi một trận động đất.
Các nhà thờ và tu viện được xây dựng lại sau trận động đất. Nhà thờ, trong đó có một gian giữa với bên nhà nguyện, không phải ở vị trí tương tự như nhà thờ hiện tại nhưng xa hơn ở phía sau của một quảng trường nhỏ hay Campo. Có cloister trước mặt nó, đã bị phá bỏ vào năm 1516. Các tu sĩ xem xét việc xây dựng lại nhà thờ từ 1521.
Palladio đã đến Venezia vào năm 1560, khi các nhà ăn của tu viện đang được xây dựng lại. Ông đã đưa ra nhiều cải tiến rất lớn này và năm 1565 đã được yêu cầu chuẩn bị một mô hình cho một nhà thờ mới.